# Quaderni ucraini
I Quaderni ucraini sono una serie di romanzi grafici dell'autore italiano Igort, che ne ha curato testi e disegni.
La serie si compone ad oggi dei seguenti volumi:
- Memorie dai tempi dell'URSS / Le radici del conflitto (2010)
- Diario di un'invasione (2022)

## Storia editoriale
Il primo volume, che recava nella prima edizione il sottotitolo Memorie dai tempi dell'URSS, apparve nel 2010 nella collana Strade Blu di Arnoldo Mondadori Editore. Nel 2014 ne uscì un'edizione riveduta e ampliata per la Coconino Press, con il nuovo sottotitolo Le radici del conflitto, poi ristampata nel 2020 e 2022 dalla casa editrice Oblomov.
Nel mese di ottobre 2022 è stato pubblicato un secondo volume, intitolato Diario di un'invasione.

## Contenuto

### Le radici del conflitto
Alla caduta del Muro di Berlino, l'autore si trova in Ucraina e ha modo di sentire i commenti delle persone sugli avvenimenti storici che stavano avendo luogo in quei giorni. Ritorna nell'Ucraina indipendente qualche anno dopo la dissoluzione dell'URSS per approfondire il tema e raccogliere nuove testimonianze, come quella di Serafima Andreyevna  sullo sterminio dei kulaki (di cui realizza delle illustrazioni anche a partire dai rapporti ufficiali dell'epoca), di Nikolay Vasilievich sulla sua triste storia personale e su un'amicizia conquistata in età avanzata, di Maria Ivanovna sulla sua sopravvivenza alla carestia degli anni Trenta, di Nikolay Ivanovich sull'inurbamento e l'abbandono delle campagne nel Secondo dopoguerra e infine sulla contaminazione radioattiva seguita all'incidente di Chernobyl.
L'opinione dell'autore è che gli ucraini cerchino di ottenere un riconoscimento ufficiale dei disastri, come lo Holodomor, a cui sono stati sottoposti dal regime sovietico, ma che la Federazione Russa, erede in misura maggiore del passato regime e sempre desiderosa di restaurare la passata grandezza, vi si opponga.
A partire dall'edizione del 2014 è presente un Post Scriptum nel quale l'autore vede il conflitto del Donbass come la prosecuzione della lunga rivalità tra russi e ucraini, e illustra la testimonianza di Evgenij Myazin, militare russo morto nella versione ufficiale per essere stato accidentalmente investito da un camion, ma probabilmente assassinato per aver rivelato dettagli poco edificanti sul comportamento del suo esercito.

### Diario di un'invasione
Il 25 febbraio 2022 l'autore viene raggiunto dalle notizie dell'invasione russa dell'Ucraina, dove vivono molti suoi conoscenti, tra i quali i parenti di sua moglie. Nei giorni successivi si reca in Ucraina egli stesso, raccogliendovi testimonianze di prima mano sulla guerra: dalle atrocità perpetrate dalle forze russe ai disagi e alle privazioni ai quali viene sottoposta la popolazione civile.
L'autore riprende la storia di Evgenij Myazin, già illustrata nel volume precedente, e traccia un parallelismo tra l'atteggiamento dei Russi verso gli Ucraini durante l'operazione militare in corso e quella durante lo Holodomor. 
Tra le varie storie e testimonianze, viene dato spazio specialmente a quelle di Tatiana K., moglie di un macchinista di treni che ha guidato anche convogli militari, dell'ottantatreenne Anya di Rivne, dell'autorecluso Anton di Zaporižžja, dei pescatori di Kirillovka il cui pesce viene requisito dai militari russi, di Pavel, nascosto da sua moglie in una casa disabitata, di Misha, fuggito fino a Bruxelles attraverso la Crimea, la Georgia e la Turchia, e di Ferit, ragazzo turco che finisce per essere separato dalla sua famiglia durante il rientro in patria.
In un post scriptum, l'autore cita l'assassinio di Darya Dugina, figlia del filosofo Aleksandr Dugin considerato l'ideologo di Putin, esprimendo dei dubbi sulla versione ufficiale.

## Edizioni
- Igort, Quaderni ucraini: Memorie dai tempi dell'URSS, collana Strade blu, Milano, Mondadori, 2011, ISBN 978-88-04-60442-6.
  -  Igort, Quaderni ucraini: Le radici del conflitto, Bologna, Coconino Press, 2014, ISBN 978-88-7618-272-3.
  -  Igort, Quaderni ucraini: Le radici del conflitto, collana Herriman, Quartu Sant'Elena, Oblomov, 2020, ISBN 978-88-85621-98-5.
- Igort, Quaderni ucraini: Diario di un'invasione, collana Herriman, Quartu Sant'Elena, Oblomov, 2022, ISBN 9788831459563.